# スティックボール
スティックボール (stickball) は、ゴム製のボールをほうきの柄のような棒（スティック）で打つ、野球によく似た路上スポーツ。主にアメリカの大都市部で行なわれている。本来は子どもの遊びであるが、大人になってプレイする者も多い。野球がプレイできる広場や空き地に恵まれない大都市において、路上で野球の楽しさを味わえるスポーツとして根強い人気を保っている。

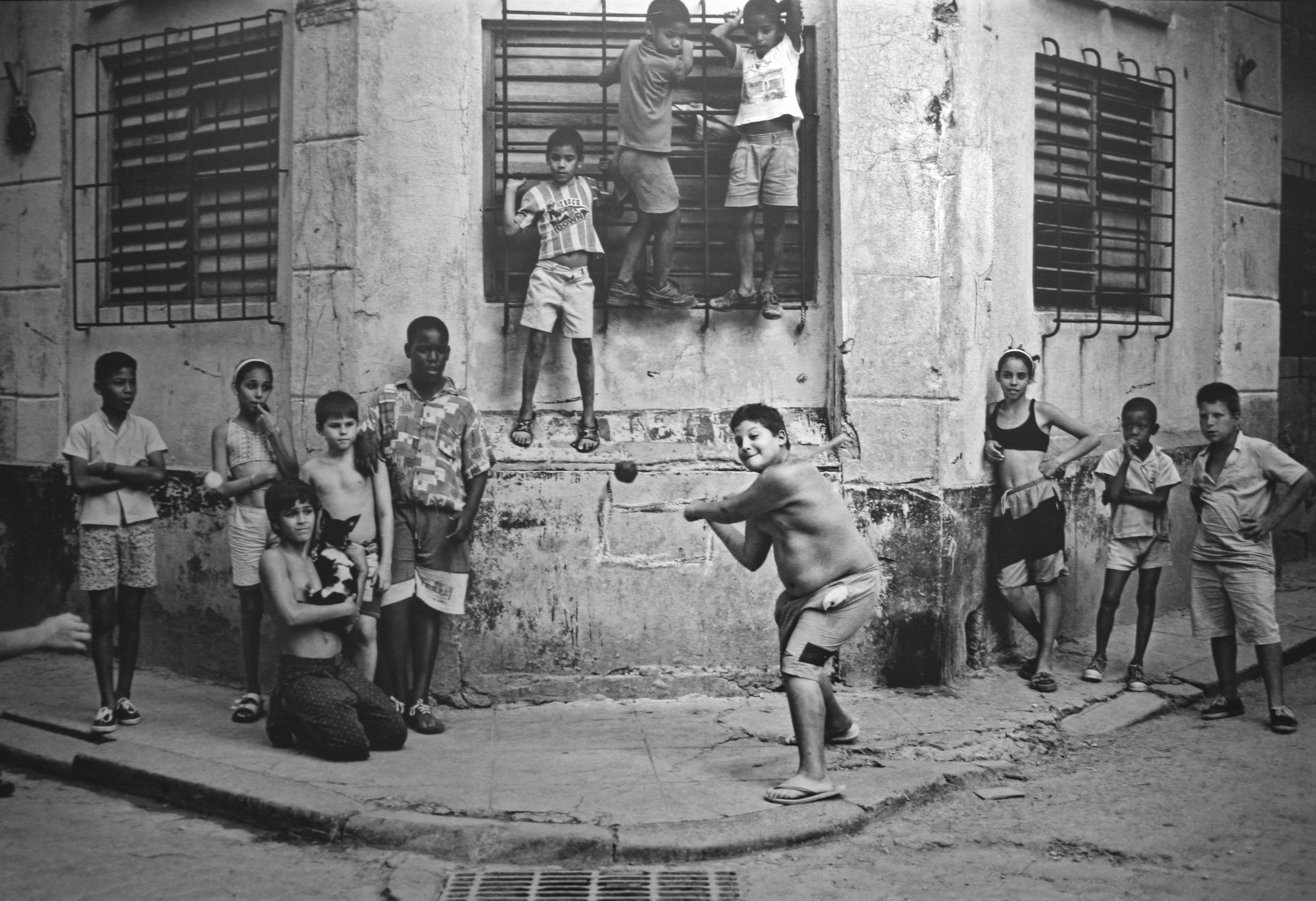
スティックボールで遊ぶキューバの子供達

## 起源と歴史
スティックボールは、18世紀後半にイングランドで行なわれていたゲーム、例えばラウンダーズ (rounders) 、ワン・オールド・キャット (one old cat / catball) 、タウンボール (townball) などから発祥したとされている。また当時、イングランド南部やボストン植民地でプレイされていたストゥールボール (stoolball) とも関連すると考えられている。
スティックボールが大都市の路上スポーツとして確立したのは、1920年代から1930年代にかけての大恐慌時代だったとされる。このスポーツが定着したのは、アメリカ東海岸北部の各大都市（ボストン、ニューヨーク、フィラデルフィアなど）だった。主にイタリア系・ユダヤ系・アイルランド系のアメリカ人若年層に広く普及した。
20世紀後半にはアメリカ東海岸北部のみならず、フロリダ州やサンディエゴを中心とするアメリカ西海岸などにも普及した。ただ、もっともこのスポーツが盛んなのは、ニューヨークであり、ブロンクス、ブルックリン、クイーンズの下町や移民の多い地区でスティックボールが多くプレイされている。

## 用具
スティックボールでは、野球のバットの代わりに、棒（スティック）を使用する。スティックの長さに制限はない。スティックには、モップやほうきの柄などが用いられる。そのほか、アイスホッケーのスティックを鋸で切断・加工し、スティックボール用のスティックとすることもある。身近な棒状のものをバットに見立てて使用するという、手軽さ、卑近さがスティックボールの魅力の一つとされる。
スティックにはバットのようにグリップエンドがないので、スイング時にスティックが飛んでいかないよう、滑り止めのテープがグリップ部分に手作業で巻かれる。
ボールも野球のボールと異なり、硬球でなく主にゴム製のボールが使用される。大きさや硬さに統一規格はない。用いられるボールには、テニスボール、やわらかい大きなゴムボール、小さなゴムボール（ピンプルボール: pimple ball）などがある。
市街地の路上で行なわれるゲームのため、硬いボールは使用しない。路上駐車の自動車や、道路に面した家々の窓ガラスを破損しないためである。

## 競技場
スティックボールの主なフィールド（競技場）は、市街地の路上である。打球の飛距離を考慮して、1ブロックまたはそれ以上がフィールドとして設定されることもある。ファストピッチ式スティックボール（後述）の場合、建物などのレンガ壁やフェンス、そしてその前面に広がる舗装された広場・空き地・道路がフィールドとなる。しばしば、舗装された校庭もスティックボールのフィールドとなる。
これらのフィールドは公式に設定されるものではない。その日のゲームの参加者たちが気ままに設定しているに過ぎない。この点にもスティックボールの特徴である手軽さ、気ままさが現れている。

## ルール

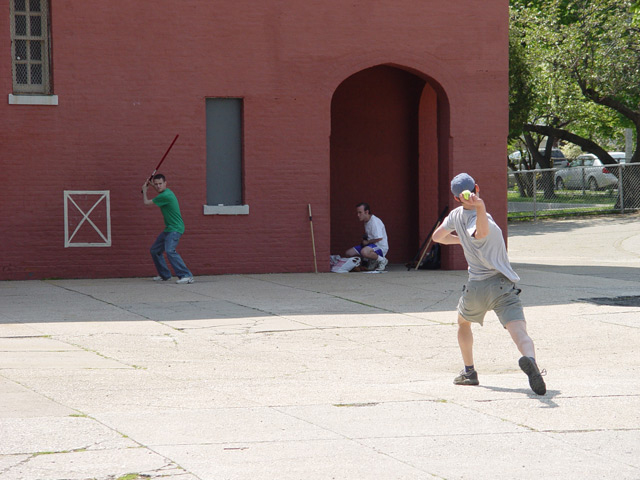
スティックボールの競技風景（ファストピッチ・スティックボール）

### 共通
スティックボールのルールは、野球にとても類似しているが、野球ほどの厳密さはない。ボールをスティックで打つことの他は、その場の雰囲気などで決まることが多い。
とは言え、ある程度の決まったルールはある。例えば、アウトになるケースは概ね次のとおりである。
1. 打球を直接またはワンバウンド後に野手が捕球した場合
2. 打者が三振または二振または一振した場合
3. なお、ファウルは空振りと同じである

こうしたルールは「今日は二振でアウトにしよう」というように、試合前にあらかじめ設定される。
ベースは置かれることもあれば、置かれないこともある。ベースがおかれる場合、打者は野球と同様に打った後、各塁を走って回る。この場合、マンホールの蓋や駐車自動車のタイヤ、スプレーで路面に描かれた印などがベースとして用いられる。ベースがおかれない場合、打者は打った後に走る必要はない。
ベースがない場合、打球の飛距離に応じて安打・二塁打・三塁打が決まる。あらかじめ安打ポイント、二塁打ポイント、三塁打ポイントが設定され、打球の落下地点がどのポイントを越えたかで打撃結果が決定するのである。
ベースの有無に関わらず、遠方にある外壁やフェンスを越えた打球、向かいの建物の窓ガラスを割って飛び込んでいった打球が本塁打となる。
スティックボールは、以下にあげる3つの方式に分類される。

### ファンゴ・スティックボール
アメリカ英語では、ノックのように打者が自らトスしたボールを打つことをファンゴ (fungo) という。このファンゴ方式で行なうスティックボールが、ファンゴ・スティックボールである。
この方式では、打者は自分でトスしたボールを打つ。打者は、トスしたボールをノーバウンドのまま打ってもよいし、ワンバウンドまたは数バウンドしたボールを打っても構わない。打撃フォームを整え、打撃のタイミングを計る余裕を得るため、バウンドさせることが圧倒的に多い。しかし同時に、力みすぎてミスショットする打者も少なくない。

### スローピッチ・スティックボール
投手から打者へゆっくりとノーバウンドまたはワンバウンドの球を投じる方式である。このスローピッチ・スティックボールが、スティックボールの祖形だろうと考えられている。
この方式では、ストライクおよびボールの判定はなされない。たいていの場合、打者には2スイングまで許されている。好球を見逃した打者には、敵味方問わずブーイングが浴びせられる。
投手が遅い球を投じるので、打者は容易に打撃できると思われがちであるが、好投手は複雑な回転を投球に与えたり、巧みな制球と配球を織り交ぜたりし、自由な打撃を許さない。

### ファストピッチ・スティックボール
ファストピッチ・スティックボールでは、投手が投げた手加減なしの速球を打者が打つ。野球と違い、捕手はいない。建物のレンガ壁に四角形のストライクゾーンをスプレーやペンキで描き、打者はそのレンガ壁の前に立ち、投手はレンガ壁のストライクゾーンに向かって投げ込む。投手の中には、150km/hの速球を投げる者もいる。
ストライクゾーンに投げ込まれるとストライクである。野球のストライクゾーンは、打者の体格に応じているが、スティックボールのストライクゾーンは、レンガ壁に描かれたままの完全固定式である。背の低い打者に不利なルールである。
ファストピッチ方式は、特にニューヨーク郊外などで盛んである。

## 競技団体・大会
スティックボールは、自由で気ままにプレイする子どもの路上スポーツであるため、競技の組織化は他競技ほど発達していないが、いくつか大人による競技団体と大会が設けられている。
スティックボールがもっとも盛んなニューヨークにはいくつかの競技団体が結成されている。21世紀初頭時点における主要な団体を挙げると、メジャー・スティックボール・リーグ (Major Stick Ball League: MSBL) 、ニューヨーク・エンペラーズ・スティックボール・リーグ (NYC Emperors Stickball League) 、イーストハーレム・スティックボール・リーグ (East Halem Stickball League) などがある。その他の東海岸北部の各都市やフロリダ州、サンディエゴなどにも組織化された団体がある。
これら団体の共同開催により、スティックボール・ワールドシリーズ (Stickball World Series) 、ニューヨーク・スティックボール・クラシック (NYC Stickball Classic)、ブロンクス・メモリアル・デイ大会 (Bronx Memorial Day Tournament) 、労働の日大会 (Labor Day Tournament) などが毎年開催されている。
また、ニューヨーク市立博物館 (Museum of the City of New York) の援助により、スティックボール栄誉の殿堂 (Stickball Hall of Fame) も設立されており、1970年以降、スティックボール史上に残る人物を表彰している。